# Segelfluggelände Am Salzgittersee

i7
i11
i13
Das Segelfluggelände Am Salzgittersee liegt in der kreisfreien Stadt Salzgitter in Niedersachsen, etwa 4 km nordwestlich des Zentrums von Salzgitter in unmittelbarer Nähe des Nordufers des Salzgittersees.

## Flugbetrieb
Das Segelfluggelände ist mit einer 660 m langen und 30 m breiten Start- und Landebahn aus Gras (Richtung 04/22) ausgestattet. Für motorgetriebene Luftfahrzeuge steht davon nur eine Startstrecke von 410 m in beide Richtungen und eine Landestrecke von 410 m in Richtung 22 zur Verfügung. Das Segelfluggelände besitzt eine Betriebszulassung für Segelflugzeuge, Motorsegler und Heißluftballone. Als Startarten sind Eigenstart, Flugzeugschleppstart und Windenstart zugelassen. Starts und Landungen nicht am Segelfluggelände stationierter Luftfahrzeuge sind nur mit ausdrücklicher Genehmigung des Platzbetreibers oder des aktuell amtierenden Flugleiters zulässig (PPR). Der Halter und Betreiber des Segelfluggeländes ist die Sportgemeinschaft Aero Salzgitter e. V.

## Geschichte
Die Sportgemeinschaft Aero Salzgitter e. V. wurde am 19. Mai 1950 gegründet und war ursprünglich im Salzgitterer Stadtteil Lebenstedt, dort im nördlichen Ortsteil Fredenberg, ansässig. Im Jahr 1971 wurde durch einen Großbrand neben den Flugzeugen nahezu das gesamte Vereinsinventar vernichtet. Durch die voranschreitende Entwicklung des Ortsteiles Fredenberg, musste das Gelände aufgegeben werden. Das heutige Segelfluggelände am Salzgittersee wurde 1974 mit Unterstützung der Stadt Salzgitter erschlossen. Die Neueröffnung und Inbetriebnahme erfolgte am 5. Juni 1975.

## Sonstiges
- Die Sportgemeinschaft ist Ausrichter der Flugtage am Salzgittersee.
- Auf dem Flugplatz kann die Privatpilotenlizenz in der Kategorie Segelflug erworben werden.

## Bilder

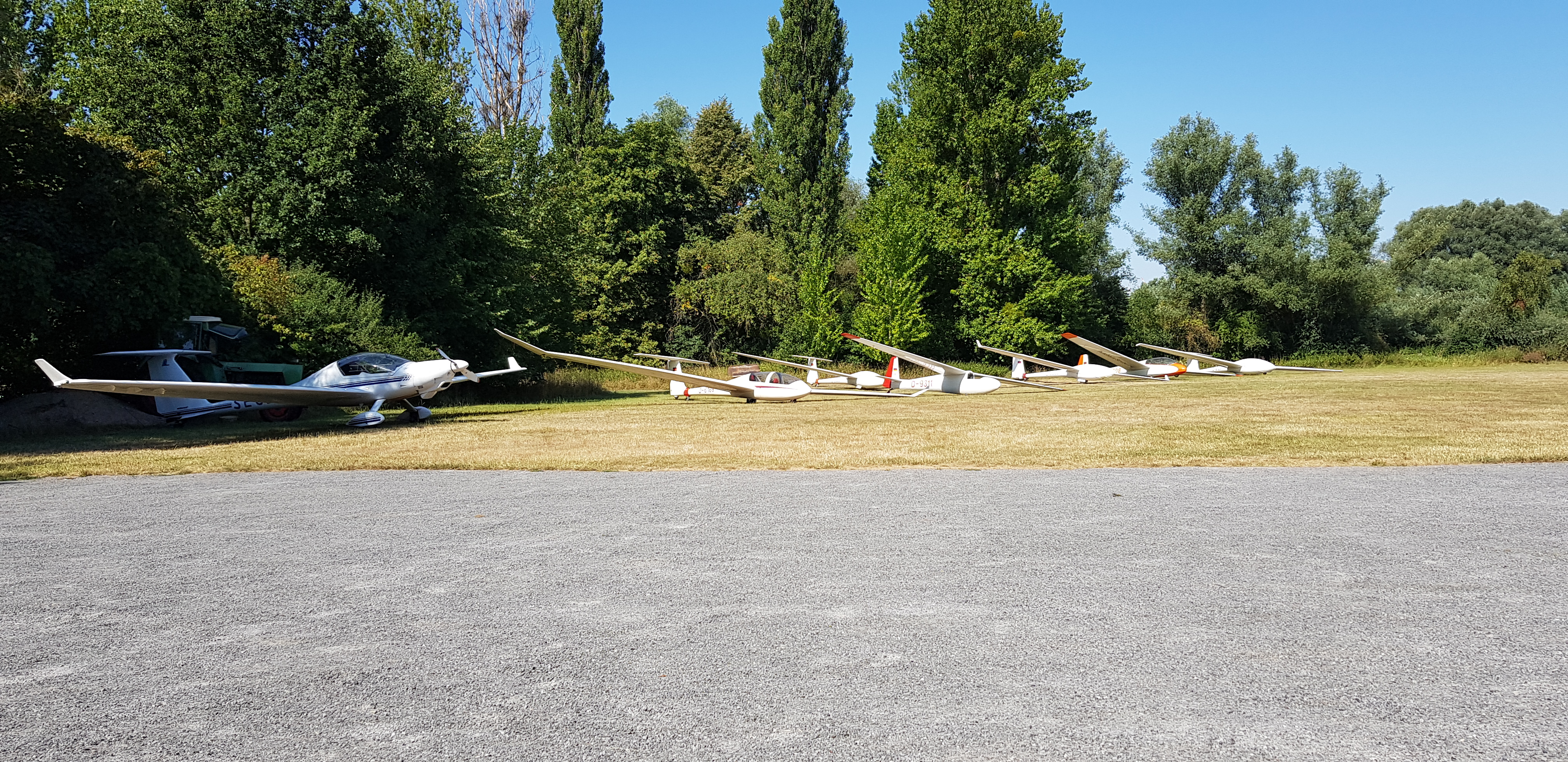
Blick vom Hangar auf das Vorfeld des Flugplatzes
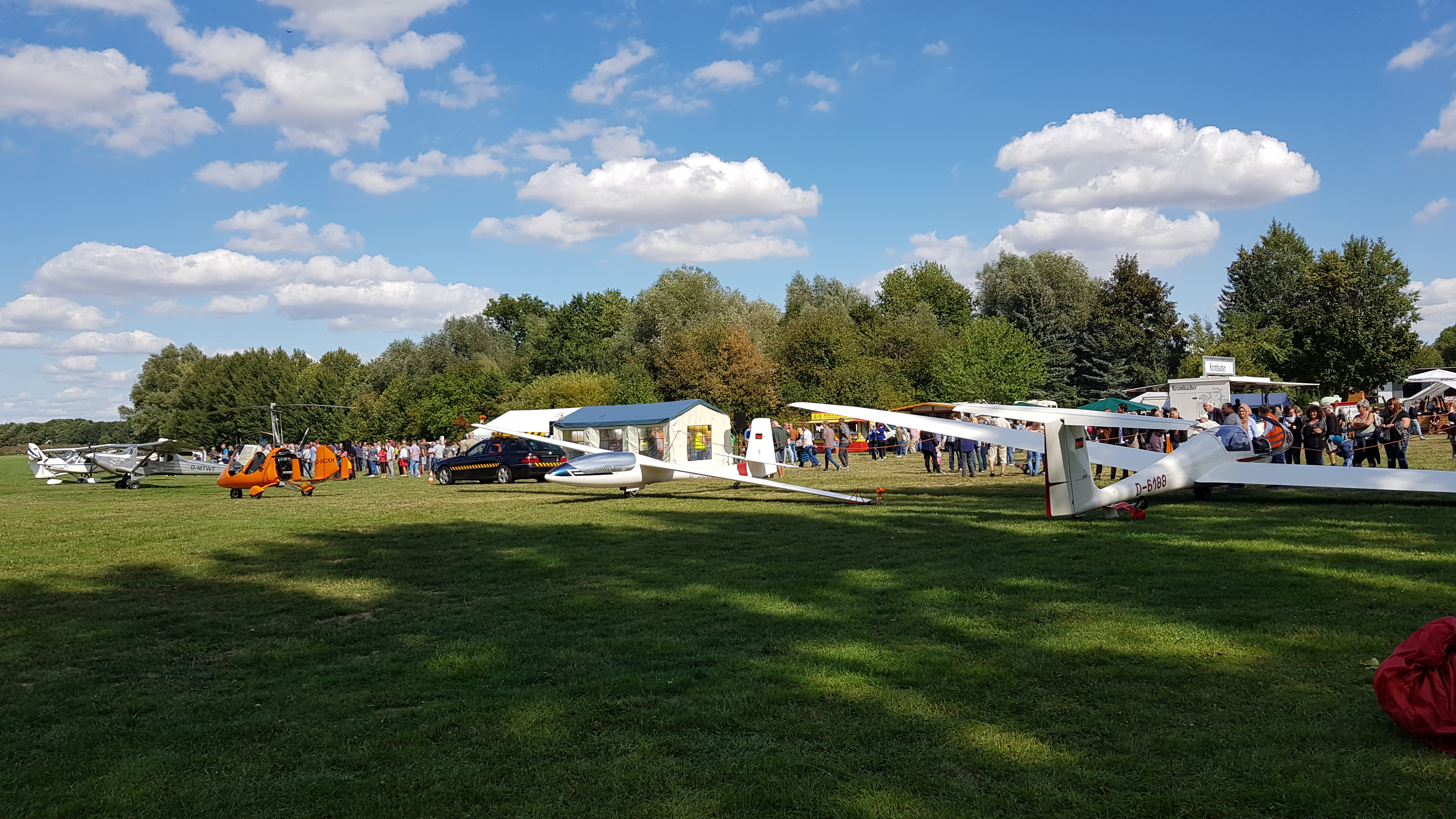
Flugtage am Salzgittersee